# Lemsteraak
De lemsteraak is een traditioneel Fries zeilschip. Het ontwerp komt uit Lemmer, ontwikkeld uit de Friese visaak (geschikt voor de Friese binnenwateren).

## Historie
De eerste lemsteraak waarvan tekeningen zijn, is gebouwd in 1876 door de scheepswerf De Boer uit Lemmer. Oorspronkelijk was de aak bedoeld als vissersschip op de Waddenzee en de Zuiderzee, met name het deel tussen Friesland en de kop van Noord-Holland. Er werd vooral mee op haring gevist, hoewel het eigenlijke vissen met haringvletten werd gedaan. De aak werd gebruikt voor transport en opslag van de vis, hierin was voorzien door een (overdekte) bun op het voordek, die tot 2,5 meter groot kon zijn. Om zijn snelheid werd de aak ook gebruikt voor het vervoer van andere (levende) vis, mosselzaad naar Zeeland en mosselen van Zeeland naar België (tot aan Brussel). Ook werden zij al vroeg in de 19e eeuw gebruik voor het transport van levende paling naar Londen, waar de aken zelfs een eigen ligplaats hadden.

## Als jacht
Al snel kwam de gegoede burgerij erachter dat de lemsteraak prima geschikt was als plezierjacht. De bun verdween en daarvoor in de plaats kwam een achter de mast geplaatste kajuit, vaak met sierhoutsnijwerk en glas-in-loodramen. Als jacht werd de aak met drie betaalde krachten gevaren. In deze tijd kan, bij wedstrijden, de bemanning oplopen tot 10 man om snel te kunnen manoeuvreren en zeilen te wisselen. In eerste instantie ging het hier om omgebouwde vissersschepen, maar in 1907 werd op de Scheepswerf van De Boer de eerste lemsteraak opgeleverd die als jacht gebouwd was: de Johanna, die in redelijke originele staat als de Orion nog rondvaart.
In aanloop naar de 21ste eeuw heeft het wedstrijdzeilen met lemsteraken een hernieuwde belangstelling gekregen. De bestaande schepen werden verbeterd en nieuwe schepen kregen beter renderende rompen en tuigages. Sinds 2002 is specifiek voor het wedstrijdzeilen met lemsteraken de VA-klassenorganisatie opgericht. De klasse is erkend door het Watersportverbond. Ieder wedstrijdschip heeft een TVF (tijd verrekenings factor). Deze TVF is in 2010 in opdracht van de VA-klassenorganisatie volledig vernieuwd. De TU-Delft was daarbij betrokken. Doel van de TVF is om ieder schip een gelijke kans op de overwinning te geven.
Mede door toedoen van de wedstrijdzeilers doen de jachtontwerpers veel onderzoek met behulp van windtunnels en sleeptanks. Ook de voorspellende software speelt een belangrijke rol bij de nieuwe ontwikkeling.
Sinds 2000 zijn in het wedstrijdveld de lemsteraken met de lay-out van de visserman weer volop in beeld en hebben zij zelfs de overhand. De huidige wedstrijdschepen zijn gemiddeld langer dan die van de vorige eeuw (nu zijn de meeste schepen 15 - 17 meter lang). De grote kuip van de visserman biedt een wedstrijdbemanning (gem. inderdaad 10 man sterk) veel ruimte en, minstens zo belangrijk, het zwaartepunt ligt lager dan dat van de jachtaken waardoor het zeildragend vermogen toeneemt.

## Constructie
De kromme steven met de hoge kop geeft aan dat de aak het ruwe en snel stromende water van de Waddenzee en omgeving niet schuwde. De aak is ei-vormig rond gebouwd met de punt naar achteren. Het vlak is licht gebogen en het diepste punt vindt men, evenals de grootste breedte, ter hoogte van de mast. Vanaf begin 20ste eeuw werd de romp van de aken overnaads van ijzer of staal gebouwd, de eerste decennia nog geklonken, later vooral gelast. De ronde lijn zowel in de lengte- als de breedterichting zorgen niet alleen voor de goede vaareigenschappen maar is ook debet aan de hoge prijs. Het vraagt tijd, moeite en vakmanschap om een staalplaat twee krommingen te geven. Daardoor is een lemsteraak aanzienlijk duurder dan bijvoorbeeld een schouw.
De mast had oorspronkelijk dezelfde lengte als het schip. Inmiddels hebben de aken overtuigd een aanzienlijk hogere mast. Het roer is voorzien van een klik, op jachten vaak vervangen door een vergulde roerleeuw of een ander kunstig houtsnijwerk. Het schip is uitgerust met smalle lange zeezwaarden.
De zwaarden zijn vaak in de lengterichting van het schip verstelbaar. Het lateraalpunt kan daardoor worden verplaatst. De loef/lij werking is aldus te beïnvloeden.
Kenmerkend voor de meeste nieuwe wedstrijdschepen is dat de doorlopende kiel ontbreekt en er tegen het verlengde van de voor- en achtersteven aan het onderwaterschip is uitgevoerd met scheggen.
Door het ontbreken van de doorlopende kiel en de verlangde stijfheid van de romp is de constructie van spanten, liggers e.d. zwaarder uitgevoerd.

## Tuigage
De lemsteraak is getuigd met een ruim grootzeil aan een gebogen gaffel met een losse broek dat wil zeggen, dat het onderlijk niet aan de giek is vastgemaakt. Als voorzeilen vaart men een tamelijk grote fok en kluiver en soms een halfwinder, in de wereld van rond- en platbodems jager of bezaan genoemd.
De positie en lengte van de mast bepalen voor een belangrijk deel de verhoudingen van fok en grootzeil. Tegenwoordig staat de mast op 40 - 45% van de scheepslengte en is de lengte van de mast circa anderhalfmaal de lengte van het schip.
Voor wedstrijdschepen geldt dat de zeilbreedte ter hoogte van de gaffel maximaal 48% mag zijn van de lengte van het onderlijk. In die zin zijn de grootzeilen van de moderne schepen smaller geworden. Gelijktijdig is de hijs verlengd waardoor het grootzeil een hoger rendement heeft gekregen.
De grote fok is eigenlijk een genua en ook hier geldt dat de langere hijs de hoogte-breedteverhouding heeft veranderd, met als resultaat een groter rendement.
De halfwinder of jager wordt aan een enkele val vliegend gevoerd. De hals hoort kort op de kluiverboom te worden gevoerd. De halfwinder wordt niet langs een stag gevoerd maar geheel vrij. Afhankelijk van de snit van het zeil wordt het op circa 80 tot 140 graden aan de wind gebruikt of van 110 tot 180 graden. Het zeil is aan de wind niet te gebruiken. Algemeen geldt dat de halfwinder tot en met windkracht 4 goed rendeert.
De bezaan, ook wel jager, broodwinner genoemd wordt eveneens vanaf halfwindse koersen gevoerd. Op het achterhuisje wordt een boom, met de functie van de giek, bevestigd. De schoot wordt via een blok op het roer naar de kuip gebracht.
Waterzeilen worden bij ruimwindse koersen eveneens gebruikt. Onder de giek en ook onder de fok.

## Trivia
- Een bekende lemsteraak is de De Groene Draeck van prinses Beatrix.